# Observatoire hommes-milieux
Pour les articles homonymes, voir OHM et ohm.
 (février 2025).
Les observatoires hommes-milieux (OHM) sont des outils de promotion de l'interdisciplinarité mis en place par l’Institut Écologie et Environnement (INEE) du Centre national de la recherche scientifique (CNRS). Ils œuvrent à  la connaissance des interactions hommes-milieux et des dynamiques des environnements fortement anthropisés selon une approche en écologie globale.
Ils constituent, avec le Réseau des Zones Ateliers (RZA) et les Ecotrons, des systèmes de structuration du dispositif scientifique de l’Institut. Le plus ancien d'entre eux est en fonctionnement depuis 2007.

## Observer les interactions hommes-milieux

### Objectifs
Les OHM ont pour but de favoriser et d’organiser, autour d’un objet d’étude commun, les interactions entre les sciences de l‘environnement, quel que soit le champ scientifique dont elles sont issues : sciences de la vie, géosciences, sciences humaines et sociales. Les OHM se développent avec la mise en place d’outils destinés au stockage, à l’interopérabilité et à la pérennisation des données scientifiques. Ils ont vocation à devenir des dispositifs privilégiés d’observation, d’analyse, d’expérimentation et de modélisation des questions et des enjeux environnementaux actuels.
La mission des OHM est de servir de cadre à la description, à l’analyse et à la modélisation des interactions hommes-milieux et de leurs évolutions, sur des espaces où ces dernières sont très fortement influencées par un fait anthropique majeur. Chaque Observatoire s’inscrit dans un contexte d’adaptation ou de réaction à une rupture, un événement plus ou moins brutal dans son intervention mais très influent sur les plans économique, social et environnemental, afin de permettre l’étude d’un socio-écosystème en cours de transformation.

## Le Réseau des Observatoires Hommes-Milieux

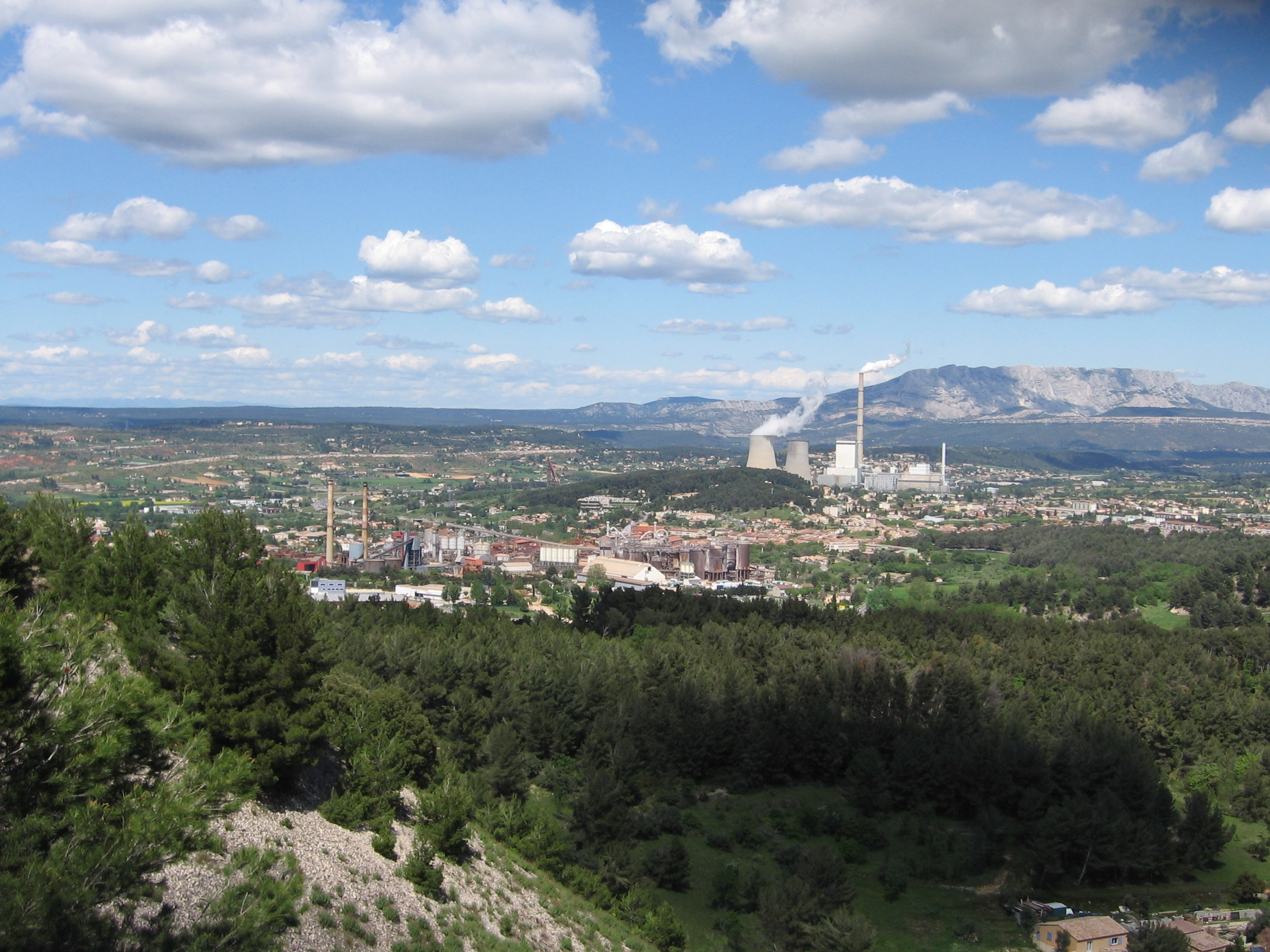
À la suite de l’arrêt des charbonnages, en 2003, le bassin minier de Provence est confronté à plusieurs enjeux : reconversion économique, urbanisation, maintien de l'agriculture et préservation de l’environnement naturel.
L’objet de l’OHM-BMP est d’étudier l’évolution de ce territoire face aux questions que suscitent ce nouveau contexte.
Ci-dessus : vue sur Gardanne et ses usines, en arrière-plan la Montagne Sainte-Victoire (cliché S. Robert, 2009)

Les OHM développent leurs travaux sur des problématiques écologiques et humaines variées, mais ils partagent les mêmes méthodes de travail concernant la structuration de l’information, l’animation de la recherche scientifique et l’articulation des milieux académiques avec d’autres catégories d’acteurs (collectivités territoriales, communautés locales, entreprises, services de l’État, etc.), à travers notamment la Charte des OHM. Organisés en réseau, ils ambitionnent d’offrir un contexte opérationnel et normé pour la recherche dans le domaine des sciences de l’environnement.

### Systèmes d'information et bases de données
L’activité « bases de données » des OHM consistent à l’identification, à la collecte, à l’organisation et à la diffusion de données à caractère scientifique, technique et documentaire sur les territoires concernés. Les bases ainsi constituées ont vocation à appuyer les recherches qui, en retour, contribuent à alimenter les systèmes d’information. Applications thématiques, banques d’images et systèmes d'information géographique constituent les pièces maîtresses du dispositif.

### Animation scientifique et mutualisation des savoirs
Composante essentielle de l’activité des OHM, l’animation scientifique a pour but de créer les conditions d’émergence de l’interdisciplinarité - véritable enjeu pour la recherche, - et des partenariats inter-institutionnels. Le réseau des Observatoires organise chaque année un Appel à Propositions de Recherche destiné à susciter des travaux en accord avec les axes programmatiques de l’INEE sur les interactions hommes-milieux. Lieux de rencontres et d’échanges, les Observatoires organisent des séminaires annuels de restitution des études financées et se portent partenaires pour l’accueil de réunions scientifiques portant sur des problématiques environnementales liées à leurs activités.

### Les OHM en fonctionnement
Le réseau des OHM (ROHM) compte 8 OHM en fonctionnement fin 2014 ; cinq en France métropolitaine ou outre-mer et trois à l'étranger.

## Pour en savoir plus
- Observatoire de l'environnement
- Site internet du réseau des OHM : le DRIIHM, Dispositif de Recherche Interdisciplinaire sur les Interactions Hommes-Milieux